# Южная Австралия
Ю́жная Австра́лия (англ. South Australia) — штат в центре южной части Австралии. Административный центр — город Аделаида.

## География
Территория штата располагается на наиболее засушливых землях континента, а его общая территория 983 482 км² делает её четвёртым по размерам австралийским штатом. Южная Австралия имеет общую границу со всеми прочими континентальными штатами и Северной территорией: на западе она граничит с Западной Австралией, на севере — с Северной территорией, на северо-востоке — с Квинслендом, на востоке — с Новым Южным Уэльсом и на юго-востоке — с Викторией. На юге омывается водами Большого Австралийского залива Южного океана. Почва штата представляет собой в основном аридные и полуаридные зоны, разделенные несколькими невысокими горными хребтами, наиболее важными из которых является хребет Маунт-Лофти-Флиндерса, который простирается на 800 км к северу от Мыса Джервиса до северного побережья озера Торренс и соляных озёр. Самой высокой точкой штата является гора Вудрофф (высота — 1435 м), относящаяся к хребту Масгрейв в удаленной северо-западной части штата. Практически необитаемая западная часть штата расположена на равнине Налларбор, выходящей к утесам Большого Австралийского залива.
Основными отраслями сельского хозяйства являются выращивание зерновых, виноделие и овцеводство. Более половины всех австралийских вин производятся здесь.
Южная Австралия граничит со всеми штатами и территориями страны, кроме территории федеральной столицы и Тасмании. Территория, ныне известная как Северная территория, была присоединена к Южной Австралии в 1863 году и передана в федеральное подчинение в 1911, став отдельной территорией.
Южное побережье штата омывает Южный океан, в который вдаются полуострова Эйр, Йорк и Флоро.
На побережье в юго-восточной части штата находится одно из крупнейших пресноводных озёр Австралии — Бонни.
Средняя температура составляет 29°C в январе и 15 °C в июле. Дневные температуры в некоторых частях штата могут достигать 48 °C в январе и феврале.
Максимальная зарегистрированная температура: 50,7 °C (123,3 °F), Однадатта, 2 января 1960 (Максимальная зарегистрированная температура во всей Австралии).
Минимальная зарегистрированная температура: −8,2 °C (17,2 °F), Йонгала, 20 июля 1976

## История
По имеющимся данным, первыми европейцами, обследовавшими берега Южной Австралии, были голландские моряки, приплывшие сюда в 1627 г. на корабле Gulden Zeepaert под командованием капитана Франсуа Тейссена. Первую карту побережья составили в 1802 г. Мэттью Флиндерс и Никола Боден. Последний называл её Земля Наполеона.
В отличие от всех остальных штатов Австралии, Южная Австралия была основана в качестве свободного поселения переселенцев из Великобритании, а не как колония для ссыльных каторжников. Заселение штата началось 28 декабря 1836 года, когда штат был официально провозглашен губернатором Хайндмаршем. Основным принципом развития штата была признана систематическая колонизация, теория, разработанная Эдвардом Уэйкфилдом и позднее использованная в работе Новозеландской компании. Целью развития считалось основание провинции как центра цивилизации для свободных иммигрантов, где будут защищаться гражданская и религиозная свобода. Хотя история штата характеризовалась экономическими трудностями, Южная Австралия оставалась политически и культурно активным регионом. Сегодня штат знаменит своими фестивалями, а также вином местного производства.
В 1834 британский парламент принял Акт о Южной Австралии, которым основал Южную Австралию в качестве провинции. Актом предусматривалось отведение под территорию колонии 802 511 км² земли, а также утверждался её статус как свободного поселения. Планировалось, что именно эта провинция станет воплощением лучших качеств британского общества, здесь не будет религиозной дискриминации или безработицы.
Первые девять кораблей, на борту которых было 636 переселенцев, пристали в Кингскоте на острове Кенгуру, оставаясь там до тех пор, пока не было выбрано официальное место для колонии на территории современной Аделаиды. Первые иммигранты прибыли в залив Холдфаст (недалеко от современного Гленелга в ноябре 1836 года, и колония официально провозглашена 28 декабря, 1836. Этот день стал праздником в Южной Австралии. В отличие от других территорий Австралии, считавшихся колониями, Южная Австралия изначально называлась британской провинцией, свободным поселением.
Флаг Южной Австралии был утвержден 13 января 1904 года и представляет собой синий (английский) кормовой флаг с эмблемой штата. На эмблеме изображена птица с раскинутыми крыльями на жёлтом диске. Официально птица на флаге описывается как Piping Shrike, что, собственно говоря не является современным стандартным названием какого-либо конкретного вида птиц, но часто отождествляется с широко распространённым в регионе видом ворона-свистун. Считается, что автором эмблемы был Роберт Крейг. Девиз штата: «Объединённый для общего блага». Официальные прозвища — «Штат фестивалей» (англ. Festival State) и «Штат вина».
В 1861 году Южная Австралия ввела активное избирательное право, где женщинам было позволено избираться в парламент в 1894.

## Население
Население штата — 1 781 516 человек (2021), что составляет порядка семи процентов всего населения страны. По количеству населения штат занимает в стране пятое место. Большая часть населения проживает в столице штата Аделаиде, а большинство сельских жителей — на плодородных территориях вдоль юго-восточного побережья и в бассейне реки Муррей.

## Экономика
Экономика штата основана на сельском хозяйстве, производстве и добыче полезных ископаемых. В последнее время в штате активно развивается финансовый сектор.
Производственный сектор играет важную роль в экономике штата, обеспечивая 15 % ВВП Южной Австралии и значительную часть экспорта. В штате расположено производство автомобилей (44 % всех автомобилей, производимых в стране на 2006 год) и их компонентов, фармацевтические и оборонные предприятия (2,1 % ВВП, 2002—2003). Экономика Южной Австралии сориентирована на экспорт больше, чем экономика любого другого австралийского штата. Доходы от экспортных операций составляют около 10 миллиардов австралийских долларов в год, увеличившись на 8,8 % в 2002—2003 гг.
Объём пищевой промышленности и сельского хозяйства штата составляет порядка 10 миллиардов австралийских долларов.
Экономический рост Южной Австралии происходил медленнее, чем в других штатах на протяжении некоторого времени (2,1 % в 2002—2003 гг.), однако основные показатели улучшились (прогноз роста составил 3,5 % на 2006/2007). Кредитный рейтинг Южной Австралии был повышен до AAA+, после существенного понижения, вызванного банкротством Главного банка Южной Австралии. Начиная с 2004 года ВВП Южной Австралии составлял $48.9 миллиардов австралийских долларов, ВВП на душу населения — $32 996. Объём экспорта в 2006 году составил $9.0 миллиардов, импорта — $6.2 миллиарда австралийских долларов. Рост жилищного строительства составил в 2006 году 80 %.
Экономика Южной Австралии распределяется по следующим секторам (данные на октябрь 2006 в млн австр. долларов):
- Мясная и мясоперерабатывающая: 463,1
- Зерновые: 487,5
- Виноделие: 1482,2
- Шерсть и продукты овцеводства: 160
- Машиностроение: 379,5
- Металлы и металлообработка: 1888,7
- Рыболовная промышленность: 316,1
- Автомобилестроение: 1196,9
- Нефтепереработка: 227,7
- Прочие и секретные отрасли: 2393,6

Прочие отрасли включают в себя образование и оборонную промышленность. Они приобретают все большее значение.
Южная Австралия получает наименьший объём государственных дотаций на содержание автодорожной сети, чем любой другой штат.

## Образование
Образование является обязательным для всех детей в возрасте до 16 лет, однако большинство школьников учатся и дальше, чтобы получить Южно-австралийский сертификат об образовании (SACE). Школьное обучение находится в ведении правительства Южной Австралии, однако как государственные так и частные школы финансируются совместно с федеральным центром. Правительство штата обеспечивает 89 % всего финансирования образовательных учреждений, которое распределяется в зависимости от количества студентов, остальные 11 % поступают из федерального бюджета. Начиная с 1970-х годов большие споры вызывал тот факт, что 68 % государственного финансирования (эта цифра увеличится до 75 % в 2008) уходит в частные школы, которые посещают только 32 % учащихся штата.
С 1 января 2009, возраст окончания школы увеличен до 17 лет.
В Южной Австралии расположены три университета: Университет Аделаиды, Университет Флиндерса и Университет Южной Австралии. Все они расположены в Аделаиде, хотя Университет Южной Австралии также имеет кампусы в городе Уайалла и Маунт-Гамбир. Филиал университета Карнеги — Меллон и «Центр развлекательных технологий» также расположены в Аделаиде.
Профессиональное образование обеспечивается системой колледжей TAFE по всему штату.